# Nokia N9
Nokia N9 (Nokia N9-00) — смартфон фірми Nokia на базі MeeGo OS 1.2 Harmattan.

## Характеристики

### Обладнання
Може передавати дані у таких режимах:HSUPA Cat6 5.76 Mbps,
WLAN IEEE 802.11 b/g/n,
GPRS Class B,
WCDMA,
HSDPA Cat10 14.4 Mbps,
Подвійний режим передачі,
GPRS,
Подвійний режим передачі (MSC 32),
EGPRS,
EDGE Class B. Та Підтримує такі типи WLAN:
WEP,
WPA,
802.11b/g/n,
WPA2. Синхронізується через:ActiveSync і CalDAV. Телефон може мати такі локальні підключення:
Micro USB,
USB Накопичувач,
Nokia AV 3,5 мм,
Швидкісний USB 2.0,
USB,
Bluetooth Stereo Audio,
NFC,
Bluetooth,
Bluetooth 2.1 +EDR.
| Максимальний час роботи у відповідному режимі                   | Кількість часу у годинах |
| --------------------------------------------------------------- | ------------------------ |
| Максимальний час розмов у режимі 2G                             | 11 год                   |
| Максимальний час роботи в режимі розмови GSM                    | 340 год                  |
| Максимальний час розмови у режимі 3G                            | 6,5 год                  |
| Максимальний час роботи в режимі очікування 3G                  | 420 год                  |
| Максимальний час відтворення музики                             | 50 год                   |
| Максимальний час роботи в режимі відтворення відео              | 5 год                    |
| За даними сайту [Архівовано 26 вересня 2012 у Wayback Machine.] |                          |

Має такі носії інформації: 2G GPRS,
3G WCDMA,
3G HSUPA,
3G HSDPA,
EDGE.

### Відеокамера
Має відеокамеру 1280×720 пікселів із частотою кадрів 30кадрів/сек. Камера має цифрове збільшення в 4 рази. Відтворення відео 30 кадрів/сек. Камера записує відео у форматі MPEG-4 . Та може відтворювати відео у форматах : WMV 9,
H.264/AVC,
MPEG-4,
XVID,
Matroska,
3GPP formats (H.263),
AVI,
VC-1,
Flash Video,
ASF.

### Фотокамера
8-мегапіксельна камера з оптикою Carl Zeiss й автофокусом, подвійний світлодіодний спалах із 2.2 діафрагмою та 4х цифровим збільшенням. Мінімальна відстань фокусування 10 см. Фокусна відстань камери — 28 мм. Має такі функції:Автоматичне усунення розмитостей під час руху,
Сенсорне фокусування,
Подвійний світлодіодний спалах,
Плавне автофокусування,
Оптика Carl Zeiss,
Автоматична і ручна експозиція,
Геотегування,
Редактор зображень,
Компенсація експозиції,
Flash,
Повноекранний видошукач,
Автоматичний і ручний баланс білого,
Детектор обличчя. Фотокамера фотографує у форматі:JPEG/Exif і XMP. Підтримує формати графіки:GIF89a
BMP,
GIF87a,
EXIF,
TIFF,
PNG,
XMP,
JPEG.